# Schrägband
Unter Schrägband versteht man ein etwa im 45°-Winkel zur Webkante geschnittenes, zwei bis vier Zentimeter breites Stoffband. Die Kanten sind zur Mitte scharf geknifft. Dies lässt sich im Einzelfall mit einem Schrägbandformer bewerkstelligen. Durch den schrägen Zuschnitt ist es in Längsrichtung dehnbar. In der Schneiderei dient es zum Einfassen von Kanten, als Vorstoß und für Applikationen.
Um keine Ansatzstellen zu bekommen, wird es allerdings meist aus einem Rundgewebe herausgeschnitten. Die Schnittkanten werden durch eine Klebemasse gegen Ausfransen verfestigt.
Es wird in Rollenform gehandelt.